# CIO (充電器メーカー)
CIO（シーアイオー）は、モバイルバッテリーやACアダプタをはじめとするスマートフォンやタブレット、パソコンなどの周辺機器やガジェット類を製造販売する大阪府守口市の企業である。クラウドファンディングを通じて新製品を試作し、その後に一般販売を開始することが多い。
「CIO」は「Connect International One」の略である。コーポレートカラーは「 パープル」である。
かつては中国からの卸販売を行っていたが、現在は全て自社製品である。自社工場は保有しておらず、自社内で企画・設計したものについて、組み立てや部材調達を現地工場が担うファブレスメーカーである。

## 歴史
- 2017年1月 - 株式会社CIO設立
- 2018年9月 - クラウドファンディング事業を開始
- 2020年6月 - ロゴを変更
- 2020年6月 - アメリカ及び台湾でのクラウドファンディングを開始
- 2020年7月 - 本社を大阪府守口市高瀬町に移転
- 2021年10月 - 中国支社を設立
- 2022年4月 - ホームページをリニューアル
- 2023年10月 - 本社を大阪府守口市本町に移転
- 2024年6月 - サブブランドのCIO Mateの一般販売が開始
- 2025年1月 - SMARTCOBY Ex01 SLIM Qi2 & CABLEの一部ロットをリコール
- 2025年3月 - CIO STORE オープン

## 製品

### 充電器

#### NovaPortシリーズ
| 世代 | 種類 | ポート | 出力 | 定価 |
| ---- | ---- | ------ | ---- | ---- |
| Ⅰ    | SOLO | 1C     | 65W  |      |
| Ⅰ    | SOLO | 1C     | 45W  |      |
| Ⅰ    | DUO  | 2C     | 30W  |      |
| Ⅰ    | DUO  | 2C     | 45W  |      |
| Ⅰ    | DUO  | 2C     | 65W  |      |
| Ⅰ    | TRIO | 2C1A   | 65W  |      |
| Ⅰ    | TRIO | 3C     | 67W  |      |
| Ⅰ    | TRIO | 3C     | 140W |      |
| Ⅰ    | QUAD | 3C1A   | 65W  |      |
| Ⅰ    | QUAD | 3C1A   | 100W |      |
| Ⅰ    | SLIM | 2C     | 45W  |      |
| Ⅰ    | SLIM | 2C     | 65W  |      |
| Ⅱ    | DUO  | 2C     | 45W  |      |
| Ⅱ    | DUO  | 2C     | 67W  |      |
| Ⅱ    | DUO  | 2C     | 120W |      |
| Ⅱ    | TRIO | 2C1A   | 67W  |      |
| Ⅱ    | TRIO | 3C     | 67W  |      |
| Ⅱ    | TRIO | 3C     | 140W |      |
| Ⅱ    | QUAD | 3C1A   | 67W  |      |
| Ⅱ    | QUAD | 3C1A   | 100W |      |

#### Polarisシリーズ
| 種類 | 名称           | ポート    | 出力           | ケーブル | 定価  |
| ---- | -------------- | --------- | -------------- | -------- | ----- |
| CUBE | DESK           | 2C 1A 3AC | C:67W AC:875W  | 1.5m     | 6,580 |
| CUBE | WALL           | 2C 1A 3AC | C:67W AC:1500W | なし     | 5,980 |
| CUBE | Built in CABLE | 2C 1A 2AC | C:67W AC:1250W | 0.5m     | 5,980 |

### ワイヤレス充電器

#### NovaWaveシリーズ
- NovaWave 3Way

### その他

#### ウェアラブル
- WEARHACK
- WEARHACK2 ウェアハック2 ウェアラブルヒーター

#### アイマスク
- CIO-EYEMASK01
- CIO-EYEMASK01-P01
- CIO-EYEMASK01-P02
- CIO-EYEMASK01-P03

キャストデバイス
- CIO-ANYCAST

マグウォーマー
ワイヤレスイヤホン

## CIO Mate (サブブランド)
CIO Mate (シーアイオーメイト)は「気軽に、昨日よりもわくわくする未来を感じてもらいたい」をモットーに本ブランドよりも低価格で製品を販売するサブブランドである。

### 製品
Magnet Stand
Chargerシリーズ
Powerbankシリーズ
Spiral Cable CtoC (1m/2m)

## CIO STORE
見て、触れて、体験する。をコンセプトに大阪梅田のルクア イーレの９階に2025年3月6日にオープンしたCIOの直販店である。店頭にはコンセントやノートパソコンが用意されており実際にCIOの製品を試用することができる。

## リコール
SMARTCOBY Ex01 SLIM Qi2 & CABLEの一部ロットにおいて発火するという事故が発生したため、当該ロット20518台の回収及び返金を行なっている。原因は使用されているバッテリーセルの負極に塗布されているスラリーの粘度が基準よりも低く、剥離したスラリーが結晶化し堆積することでセル内部で短絡が起きたからであるとされている。セル製造サプライヤーにおいて撹拌不足によるスラリーの不均一が検知されたため再撹拌が現場での判断のもとで行われたが当該サプライヤーでは過去に再攪拌を行ったことがなく、再攪拌後の検証工程が整備されておらず、負極に塗布するスラリーの粘度に差異が生じた。
対象外のロットでは問題は確認されていないが、現在はSMARTCOBY Ex01 SLIM Qi2 & CABLEは販売が停止されている。

### CIO Mate
- CIO Mate (公式ウェブサイト)
- CIO Mate (@ciomate) - X（旧Twitter）
- CIO Mate (@cio.mate) - Instagram